# Lenguas de Doberai oriental
Las lenguas de Doberai oriental o Cabeza de pájaro oriental constituyen una familia de lenguas formada por tres lenguas habladas en la península de Doberai en la parte occidental de Nueva Guinea, este grupo contaría con unos 20 mil hablantes en total.
Stephen Wurm llama familias (subfamilias) a las divisiones de último nivel de su clasificación (grupos de lenguas con un parentesco similar al de las lenguas romances), stocks (familias, es decir, una agrupación con un parentesco como el de las lenguas indoeuropeas) y phyla (macrofamilias, es decir, una agrupación similar a la de las lenguas incluidas bajo la macrofamilia nostrática). En ese sentido las lenguas de Doberai oriental constituyen un stock en esta terminología. Una lengua no agrupada a nivel subfamilia con ninguna otra, como el griego moderno dentro del indoeuropeo, se denomina lengua "aislada" en esta terminología.

## Clasificación
Familia Doberai oriental (3 ramas):
- Mantion (Manikion)
- subfamilia meax: meax, meninggo (moskona)
- ? Saponi (evidencia discutida)

## Comparación léxica

### Numerales
Los numerales en diferentes lenguas de Doberai oriental son:
| GLOSA | Manikion (Sough) | Meax          | Meax              | Saponi            | PROTO- DOBERAI OR. |
| GLOSA | Manikion (Sough) | Meyah         | Moskona           | Saponi            | PROTO- DOBERAI OR. |
| ----- | ---------------- | ------------- | ----------------- | ----------------- | ------------------ |
| '1'   | hom              | egéns         | ɛrgɛ́s             | kiripɛjɛ          | *ɣom-s             |
| '2'   | hwai             | egeka         | ɛrgák             | kɔ'sɛrɛⁱ          | *-ɣak              |
| '3'   | homoi            | orgomu        | ɛrgóm             | 'niɾiwɔ           | *or-ɣomu           |
| '4'   | hogu             | tohkoru       | táxgur            | 'nawaɾɛ           | *ta-ɣokuru         |
| '5'   | sergem           | cinjá         | ʧíjʤa             | 'nawaɾɛ           | *ciŋya             |
| '6'   | senggem          | cinjá erfens  | ʧíjʤa ɛrgɛ́s okun  | 'nawaɾɛ wa'kila   | *ciŋ(ya)-ɣom       |
| '7'   | senggai          | cinjá erfeka  | ʧíjʤa ɛrgák okun  | 'nawaɾɛ wakɔsɛ    | *ciŋ(ya)-ɣak       |
| '8'   | senggomoi        | cinjá orfomu  | ʧíjʤa ɛrgóm okun  | 'nawaɾɛ wa'tuwawo | *ciŋ(ya)-ɣomu      |
| '9'   | senggogu         | cinjá tohkuru | ʧíjʤa táxɡuɾ okun | 'nawaɾɛ waⁱsɛrɛ   | *ciŋ(ya)-ta-ɣkuru  |
| '10'  | sisa             | setka         | sɛtka             | isɛrɛ peⁱfoɣɛ     | *setka             |

### Vocabulario básico
Vocabulario básico:
| GLOSA   | Manikion    | Meyah  | Meyah (dialecto Akrin) | Meyah (dialecto Mumbrani) | Meyah (dialecto Etskebi) | Meyah (dialecto Miun) | Meyah (dialecto Anason) | Moskona   | Moskona (dialecto Merdey) |
| ------- | ----------- | ------ | ---------------------- | ------------------------- | ------------------------ | --------------------- | ----------------------- | --------- | ------------------------- |
| cabeza  | mogt        | ibirfa | méwifa                 | miːfa                     | méwèr                    | èwit                  | iwir                    | ibre      | biwèr                     |
| cabello | mokodi      | feji   | méwifesi               | miːfèsyi                  | meyfreits                | iwirèfes              | iwirèreys               | feja      | biwèrfesyé                |
| ojo     | ma-i resi   | itec   | yetèts                 | mitèt                     | eytet(s)                 | mèntèt                | mèteys                  | iteja     | bitèts                    |
| diente  | mokta       | bufon  | mufon                  | mufon                     | bufon(afon)              | fon                   | mefon                   | ifon      | mu(o)fuon                 |
| pierna  | mohoti-muʔ  | maki   | maki                   | maːki                     | meyak                    | ipèk                  | ikak                    | igaka     | daki                      |
| piojo   | kuta        | mec    | mèːt                   | mè(i)t(s)                 | meys                     | mais                  | meys                    | meyds     | mèts                      |
| perro   | mehi        | mes    | mès                    | mès                       | mèt(y)                   | mèyt                  | mèt                     |           | mès                       |
| puerco  | hweij       | mek    | mèk                    | mèk -ui; mèk-us           | mèk                      | mèk                   | mèːk                    |           | mèk                       |
| ave     | ba          | mem    | mèm                    | mèm                       | mèm                      | mèm                   | meːm                    | mem       | mèm                       |
| huevo   | moʔwuʔ      | ofou   | òfeu                   | afo(i) ofo(i)             | mémafu(i)                | afeː                  | efiː                    | ofug      | ofow                      |
| sangre  | mokuhi      | mugufu | okguwu                 | m(u)fora                  | -axof                    | aguf                  | agof                    | ifugwa    | oxwofi                    |
| hueso   | mori        | mofora | acfora                 | (m)ogu(e)                 | afar                     | or                    | c(a)fon                 | ikofa     | ofora                     |
| piel    | mos         | mofos  | a(o)wos                | muos                      | menkar                   | afuots                | awuot(y)                | mosho     | muos                      |
| árbol   | sako        | merga  | mèga                   | òkàwu(n)                  | merga                    | apow                  | akow                    | mergowoho | okow                      |
| hombre  | giji        | nuna   | dusnok                 | mona                      | iːs                      | isosk                 | isnok                   | eris      | runa                      |
| sol     | idesi; igda | mowa   | mowa                   | mauwa                     | mauw                     | mouw                  | mauwa                   | mau       | mou                       |
| agua    | tohu        | mei    | mey                    | mey                       | miː                      | mey                   | miy                     | mei       | mey                       |
| fuego   | smow        | mowoxo | maːx                   | maːx                      | merax                    | maːx                  | merax                   | merah     | mèrax                     |
| piedra  | idahabu     | mamu   | mamu                   | mami                      | mox(w)om                 | mekom                 | maukom                  | mamo      | muosgoni                  |
| nombre  | moxo        | mofoka | dufòkah                | mufaka                    | bou(y)ok                 | ifap                  | iwuok                   | iwoko     | buoka                     |
| comer   | eth         | etmar  | mit                    | miːt                      | mièt                     | mit                   | menèt                   | itmar     | bitmar                    |
| uno     | hom         | ergens | èrgèns                 | èrgèns                    | èrgèns                   | afims                 | arfins                  | erges     | èrgèns                    |
| dos     | huay        | ergek  | ègeka                  | èrgèk                     | argak                    | afik                  | èrfik                   | ergak     | ergak                     |